# Rafael Hechanova
Rafael Hechanova (* 8. Juli 1928 in Jaro; † 26. August 2021) war ein philippinischer Basketballspieler.

## Biografie
Rafael Hechanova spielte für die University of Santo Tomas und schloss sich später dem YCO Athletic Club an. 1951 war er Teil der philippinischen Nationalmannschaft, die bei den Asienspielen in Neu-Delhi die Goldmedaille gewann. Bei den Olympischen Sommerspielen 1952 in Helsinki war Hechanova Kapitän der philippinischen Auswahl. 1954 wurde Hechanova erneut Asienspielesieger, dieses Mal in Manila.
1975 wurde Hechanova Vizepräsident der Philippine Basketball Association und 2000 erfolgte die Berufung in die National Basketball Hall of Fame.